# Trichohathliodes
Trichohathliodes is een kevergeslacht uit de familie van de boktorren (Cerambycidae). De wetenschappelijke naam van het geslacht werd voor het eerst geldig gepubliceerd in 1959 door Breuning.

## Soorten
Trichohathliodes is monotypisch en omvat slechts de volgende soort:
- Trichohathliodes molitorius (Aurivillius, 1917)